# Plectus tenuis
Plectus tenuis är en rundmaskart som beskrevs av Bastian 1865. Plectus tenuis ingår i släktet Plectus och familjen Plectidae. Arten är reproducerande i Sverige. Inga underarter finns listade i Catalogue of Life.